# Jay Hill (homme politique)
Pour les articles homonymes, voir Jay Hill et Hill.
Jay D. Hill (né le 27 décembre 1952 à Fort St. John, Colombie-Britannique) est un homme politique canadien. Il est député conservateur dans la circonscription britanno-colombienne de Prince George—Peace River de 1993 à 2010

## Biographie
Avant de se lancer en politique, Hill est président de l'Association des producteurs de grain de la Colombie-Britannique et Directeur du grain chez la Fédération de l'agriculture de la Colombie-Britannique.
Élu sous la bannière du Parti réformiste du Canada en 1993 après une première défaite en 1988, il est réélu en 1997. Il se joint au caucus de l'Alliance canadienne lorsque ce parti remplace le Parti réformiste en 2000. Faisant partie du groupe des sept députés subséquemment éjectés du caucus allianciste pour avoir remis en question la compétence du chef Stockwell Day. (Voir Caucus démocratique représentatif), il siège brièvement comme indépendant en avril 2002. De retour avec l'Alliance et ensuite le nouveau parti conservateur, il est réélu en 2004.
Hill a occupé divers rôles dans son parti, incluant whip en chef ainsi que porte-parole de l'opposition pour la Défense nationale, le Transport et la Justice. Il est le seul député à avoir été whip de deux partis différents.
Un des projets de lois privés de Hill sera intégré dans le prochain budget fédéral. Son projet de loi exige des crédits d'impôts pour les couples ayant adopté des enfants.
Le 16 février 2006, Hill est assermenté au conseil des ministres dans le nouveau gouvernement minoritaire de Stephen Harper à titre de Whip en chef du gouvernement. Hill se retire de la vie publique le 25 octobre 2010,.

## Éthique
Peu après sa retraite, Hill est accusé d'avoir enfreint les règles éthiques de la Loi sur les conflits d'intérêts en prenant avantage de son ancienne position pour contacter d'anciens collègues au sujet d'un accord multinational éventuel dans le domaine de l'énergie. Selon l'agence fédérale chargée de la surveillance de l'éthique, Hill avait, au nom de son épouse et de son employeur, la National Public Relations, l'accès aux ministres.

## Séparatisme ouest canadien
En juin 2020, Hill est choisi comme nouveau chef du Wrexit Party (aujourd'hui Parti Maverick (en)), parti politique prônant l'indépendant de l'Ouest canadien.